# マテウス・フランサ・ジ・オリヴェイラ
マテウス・フランサ（Matheus França）ことマテウス・フランサ・ジ・オリヴェイラ（ポルトガル語: Matheus França de Oliveira, 2004年4月1日 - ）は、ブラジル・リオデジャネイロ出身のサッカー選手。クリスタル・パレスFC所属。ポジションはMF。

## クラブ歴
オラリアACの下部組織でサッカーを始め、12歳の時にCRフラメンゴの下部組織に移った。フラメンゴユースではヴィニシウス・ジュニオール以降ではラザロと並ぶ逸材とされていた。
2021年12月6日に行われたカンピオナート・ブラジレイロ・セリエAでエヴェルトン・リベイロに代わって投入されて選手初出場を記録した。翌年1月25日には2027年4月末迄契約を延長した。また同年にはFIFAクラブワールドカップ2022に参加した。
2023年8月5日、クリスタル・パレスFCに移籍した。

## 代表歴
2019 南米U-15選手権のメンバーに選ばれた他、2023 南米ユース選手権のメンバーにも選出されたが、後者はFIFAクラブワールドカップ2022出場の為に辞退した。